# Il mio miglior nemico
Pour plus de détails, voir Fiche technique et Distribution.
Il mio miglior nemico est un film italien réalisé par Carlo Verdone, sorti en 2006.

## Fiche technique
- Titre : Il mio miglior nemico
- Réalisation : Carlo Verdone
- Scénario : Carlo Verdone, Silvia Ranfagni, Silvio Muccino et Pasquale Plastino
- Photographie : Danilo Desideri
- Musique : Paolo Buonvino
- Pays d'origine : Italie
- Genre : comédie
- Date de sortie : 2006

## Distribution
- Carlo Verdone : Achille De Bellis
- Silvio Muccino : Orfeo Rinalduzzi
- Ana Caterina Morariu : Cecilia De Bellis
- Agnese Nano : Gigliola Duranti
- Paolo Triestino : Guglielmo Duranti